# Trigonolampa miriceps
Trigonolampa miriceps és una espècie de peix de la família dels estòmids i de l'ordre dels estomiformes.

## Morfologia
- Els mascles poden assolir 32 cm de longitud total.[2][3]

## Hàbitat
És un peix marí i d'aigües profundes que viu fins als 1.860 m de fondària.

## Distribució geogràfica
Es troba a l'Atlàntic oriental (des de 65°N -entre Groenlàndia i Islàndia- fins a 44°N), l'Atlàntic occidental (entre 42°N i 37°N), el Canadà i a tots els oceans al sud de 35°S.